# Atrophaneura sycorax
Espèce
Statut de conservation UICN

LC : Préoccupation mineure
Atrophaneura sycorax est une espèce de lépidoptères (papillons) de la famille des Papilionidae. Cette espèce est présente en Asie du Sud-Est : sud de la Birmanie, Thaïlande, Malaisie et Indonésie (Sumatra et Java).

## Description

### Imago
Atrophaneura sycorax est un grand papillon dont l'envergure atteint 14 cm.  Le dimorphisme sexuel est faible.
A l'avers les ailes antérieures sont noires avec des veines de même couleur et elles sont plus claires autour des veines. Les ailes postérieures sont dentelées, sans queues. Elles sont de couleur noire avec une partie submarginale et marginale plus claire et bleutée, ornée d'une rangées de macules noires dans la partie submarginale et d'une autre rangée de macules noires marginales. 
Au revers les stries autour des veines des ailes antérieures sont plus claires, la partie submarginale et marginale des ailes postérieures est plus marquée et de couleur blanche, tirant sur le bleu.
La femelle est en moyenne plus grande que le mâle et les ailes sont un peu plus claires.
Chez les deux sexes la tête et le thorax sont noir, mais le dessus de la tête et le pronotum sont jaune clair. L'abdomen est jaune avec des macules noires.

### Juvéniles
La chrysalide est marron orangé, ornées de larges protubérances. Elle est attachée à son support par son crémaster et maintenue par une ceinture de soie.

## Écologie
L'espèce utilise comme plante hôte différentes espèces des genres Aristolochia et Thottea. La sous-espèce A. s. egertoni en particulier utilise Aristolochia vallisicola comme plante hôte. Les chenilles passent par cinq stades avant de se changer en chrysalide. Comme toutes les espèces de Papilionidae elles possèdent un osmeterium derrière la tête qu'elles sortent quand elles se sentent menacées.

## Habitat et répartition
Atrophaneura sycorax est présent dans le sud de la Birmanie, en Thaïlande, dans la péninsule Malaise et en Indonésie (île de Sumatra et ouest de Java), probablement jusqu'à 1000 m d'altitude,. 

Carte de Sumatra, avec la Péninsule Malaise, la Thaïlande, le Sud de la Birmanie et l'île de Java
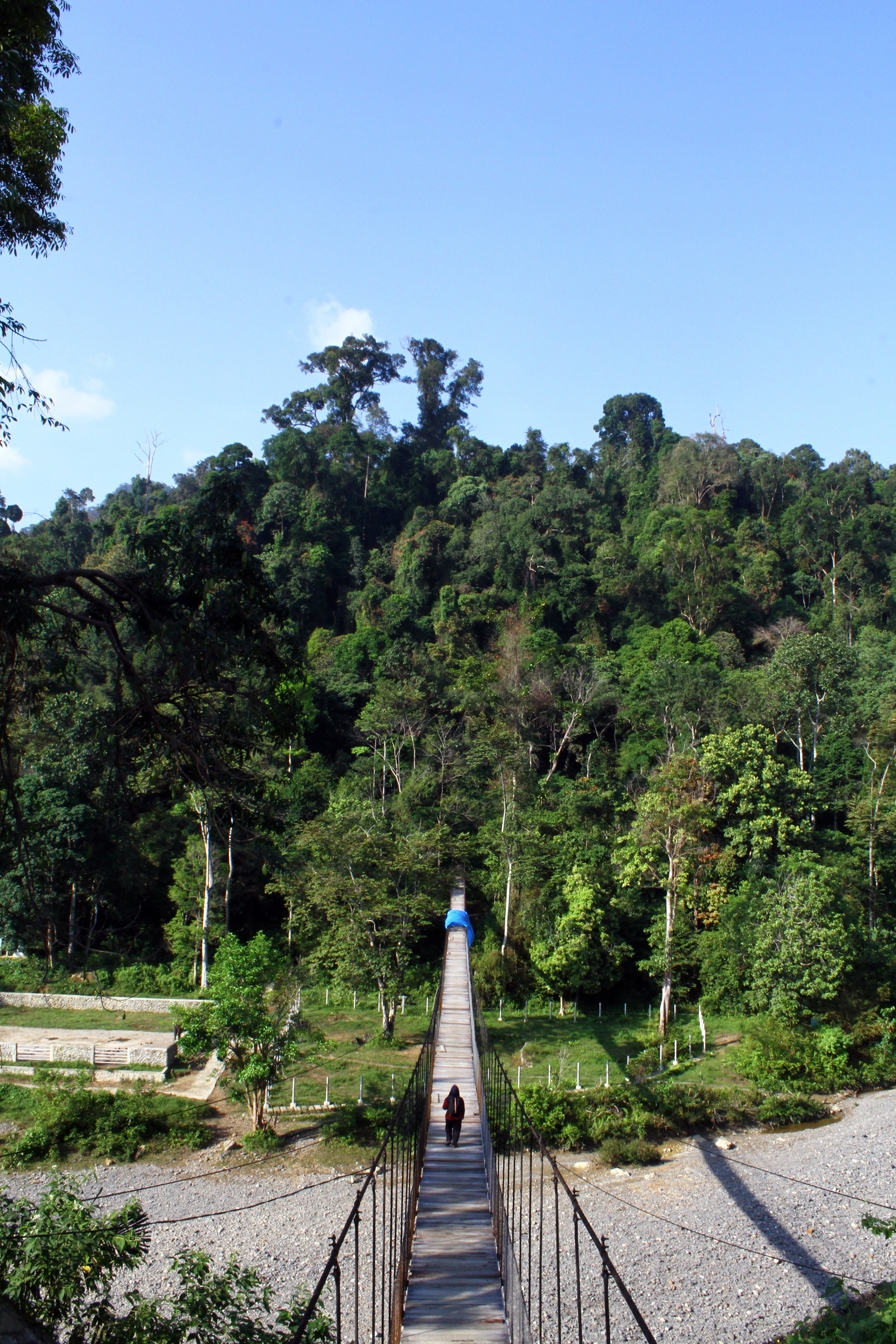
Gunung Leuser National Park (Sumatra)

## Systématique
L'espèce Atrophaneura sycorax a été décrite en 1885 par Henley Grose-Smith dans The Entomologist's monthly magazine sous le nom Papilio sycorax, à partir d'un spécimen de Sumatra. Atrophaneura sycorax fait partie du groupe d'Atrophaneura nox. L'espèce la plus proche est Atrophaneura priapus qui vit également à Java et qui était autrefois confondue avec A. sycorax carolinae.

### Sous-espèces
- A. sycorax sycorax : ouest et est de Sumatra[1]
- A. sycorax egertoni : sud de la Birmanie, Thaïlande, Péninsule Malaise
- A. sycorax carolinae : ouest de Java et Sud de Sumatra

## Atrophaneura sycoraxet l'Homme

### Nom vernaculaire
En anglais Atrophaneura sycorax est appelé "White-head Batwing".

### Menaces et conservation
L'espèce est considérée comme "préoccupation minimale" par l'UICN. En 1985 elle était considérée comme rare mais non menacée. Atrophaneura sycorax pourrait souffrir de la dégradation de son environnement, notamment par la déforestation, qui progresse rapidement sur son aire de répartition. La sous-espèces A. sycorax egertoni en particulier pourrait être menacée par la raréfaction de sa plante hôte, Aristolochia vallisicola, considérée comme en danger d'extinction par l'UICN. L'espèce est néanmoins présente dans des aires protégées comme le Parc national du Gunung Leuser à Sumatra et fait l'objet d'élevage en captivité.